# Abraham von Jerusalem
Abraham III. von Jerusalem (armenisch Աբրահամ Գ.; † 1191/1192 in Jerusalem) war von 1180 bis zu seinem Tod armenisch-apostolischer Patriarch von Jerusalem.
Der Patriarch war ein Zeitgenosse des Sultans Saladin. Sein Grab befindet sich in der armenisch-apostolischen St.-Jakobus-Kathedrale in Jerusalem.